# Municipio de Adams (condado de Dallas)
El municipio de Adams (en inglés: Adams Township) es un municipio ubicado en el condado de Dallas en el estado estadounidense de Iowa. En el año 2010 tenía una población de 1349 habitantes y una densidad poblacional de 13,07 personas por km².

## Geografía
El municipio de Adams se encuentra ubicado en las coordenadas 41°32′38″N 94°4′17″O / 41.54389, -94.07139. Según la Oficina del Censo de los Estados Unidos, el municipio tiene una superficie total de 103.23 km², de la cual 103,16 km² corresponden a tierra firme y (0,07 %) 0,07 km² es agua.

## Demografía
Según el censo de 2010, había 1349 personas residiendo en el municipio de Adams. La densidad de población era de 13,07 hab./km². De los 1349 habitantes, el municipio de Adams estaba compuesto por el 98,22 % blancos, el 0,22 % eran afroamericanos, el 0,07 % eran amerindios, el 0,44 % eran asiáticos, el 0,15 % eran de otras razas y el 0,89 % eran de una mezcla de razas. Del total de la población el 1,04 % eran hispanos o latinos de cualquier raza.